# (13352) Gyssens
(13352) Gyssens est un astéroïde de la ceinture principale.

## Description
(13352) Gyssens est un astéroïde de la ceinture principale. Il fut découvert le 18 septembre 1998 à La Silla par Eric Walter Elst. Il présente une orbite caractérisée par un demi-grand axe de 2,59 UA, une excentricité de 0,11 et une inclinaison de 13,8° par rapport à l'écliptique.

## Compléments